# 500 Degreez
500 Degreez – trzeci solowy album rapera Lil Wayne'a wydany 23 lipca 2002 roku. W przeciwieństwie do poprzednich ego albumów, ten nie zdobył platyny i sprzedał się w Stanach Zjednoczonych w liczbie 536 tys. kopii, a na całym świecie w 900 tys. kopii. Wydana została również wersja albumu pozbawiona wulgaryzmów i tekstów dotyczących seksu czy narkotyków.

## Lista utworów
1. Fly Talkin'
2. Look At Me  (featuring Mannie Fresh & Jazze Pha)
3. Way Of Life  (featuring Baby & TQ)
4. Big TiggerLive On The Radio
5. Gangsta Pimps (featuring Baby)
6. Lovely
7. Gangsta Shit (featuring Petey Pablo)
8. Big Tigger Live On The Radio
9. Bloodline
10. Where You At
11. Worry Me
12. 500 Degrezz
13. Go Hard  (featuring Jazze Pha & Mannie Fresh)
14. Young'n Blues
15. Believe That  (featuring Lac & Mannie Fresh)
16. Rob Nice Live On The Radio
17. Fuck You  (featuring Big Tymers)
18. What Does Life Mean To Me  (featuring TQ & Big Tymers)
19. Get That Enough  (featuring Baby, Tatezze & Cristale)
20. Fo Sheezy
21. Fly Talkin' Go Home